# Caja de compensación de asignación familiar
Las cajas de compensación de asignación familiar (también conocidas por la sigla CCAF o simplemente cajas de compensación) son corporaciones chilenas de derecho privado, con patrimonio propio y sin fines de lucro. Su objeto es la administración de prestaciones de seguridad social que tiendan al desarrollo y bienestar del trabajador y su grupo familiar, protegiéndolo de contingencias sociales y económicas.

## Prestaciones
En general se distinguen, dos tipos de prestaciones para los trabajadores de la empresa o servicio público afiliado.
- Prestaciones Legales: se refieren al principio de subsidiaridad de los regímenes previsionales, donde el Estado delega la administración de una parte de los fondos de seguridad social en las CCAF, quedando esas a cargo del pago de:
  - Asignación Familiar
  - Subsidio por Incapacidad Laboral Temporal
  - Subsidio por Reposo Maternal de afiliados cotizantes de FONASA (Licencias Médicas)
  - Subsidio de Cesantía
- Prestaciones de Bienestar Social: son beneficios adicionales de carácter social y familiar, que se entregan a los afiliados definidos como:
  - Crédito Social
  - Prestaciones por Bonos de Fallecimiento, Matrimonio, Nacimiento, Escolaridad, Becas por Estudios y por Excelencia Académica
  - Centros Vacacionales, Deportivos y Recreacionales
  - Convenios Médicos, Dentales y especialidades clínicas
  - Prestaciones Complementarias

La afiliación es gratuita tanto para el empleador como para el trabajador activo, así como la mayor parte de los beneficios que otorgan. Están financiadas por aportes del Estado, empleador y trabajador. Su administración es bipartita (Directorio conformado por representantes de trabajadores y empleadores). Solo las prestaciones legales cuentan con financiamiento del Estado.

## Historia
Las CCAF fueron creadas por el DFL N° 245 de julio de 1953. Son supervisadas por la Superintendencia de Seguridad Social (SUSESO) y fiscalizadas por la Contraloría General de la República (en cuanto a los fondos públicos que administran) y por la Superintendencia de Valores y Seguros (SVS).
Originalmente se generaron por iniciativa de las asociaciones de empleadores y prestaban únicamente servicios a los obreros de sus propias empresas. El acceso a los beneficios posteriormente se extienden a todos los trabajadores sin distinción (DL N.º 1.596 de 1976), mediante la adscripción libre y abierta a cualquiera de ellas, debiendo la solicitud de afiliación contar con la expresión de voluntad mayoritaria de trabajadores. Posteriormente fue liberado el ingreso individual de los pensionados en 1998 a cualquier CCAF (Ley N° 19.539). Desde 2008 los empleados públicos también pueden afiliarse a las CCAF (Ley N° 20.233 de 2007). Desde septiembre de 2012, los pensionados de las fuerzas armadas (DIPRECA y CAPREDENA) también pueden acceder a las prestaciones de los Regímenes de Prestaciones Adicionales, de Crédito Social y de Prestaciones Complementarias, pudiendo afiliarse individualmente a una Caja de Compensación, agregándose con ello a los beneficiarios del sistema.
Las CCAF existentes son las siguientes:
- CCAF Los Andes (1953), de la Cámara Chilena de la Construcción (CChC);
- CCAF Los Héroes (1955), de la Asociación de Industrias Metalúrgicas y Metalmecánicas (ASIMET);
- CCAF La Araucana (1968) de la Cámara de Comercio de Santiago (CCS); y
- CCAF 18 de Septiembre (1969) de Sociedad de Fomento Fabril (SOFOFA).

Las cuatro CCAF se agrupan en la Asociación Gremial de Cajas de Compensación o Cajas de Chile A.G., fundada en 1991.   
Anteriormente existieron las siguientes CCAF:
- CCAF Javiera Carrera de la Asociación de Industriales de Valparaíso y Aconcagua (ASIVA) – Creada en 1955 y absorbida por CCAF 18 de Septiembre en enero del 2001.
- CCAF Valles de Chile (1985) de la Sociedad Nacional de Agricultura - Absorbida en 1996 por CCAF Los Andes.
- CCAF Gabriela Mistral (1956) de la Cámara del Cuero y el Calzado -Absorbida en 2018[1] por CCAF Los Héroes.